# Лорберг, Пауль
Пауль Эрнст Вильгельм Лорберг (нем. Paul Ernst Wilhelm Lorberg; 5 июля 1834, Берлин — 6 марта 1911) — немецкий композитор и дирижёр.
С 1852 г. учился в Лейпцигской консерватории, в студенческие годы играл на виолончели в струнном квартете Зигфрида Якоби. Затем музикдиректор в Гейдельберге.
Автор симфонических увертюр «Гёц фон Берлихинген» (1881) и «Король Лир», музыки к драме Отто Каспари «Изгнание Маргариты» (нем. Margarethas Verbannung, по мотивам легенды о Фаусте), песен (в том числе на стихи Генриха Гейне).